# Zuénoula (departement)
Zuénoula är ett departement i Elfenbenskusten. Det ligger i regionen Marahoué, i den centrala delen av landet, 110 km nordväst om huvudstaden Yamoussoukro.